# Willner n.º 253
Willner n.º 253 es un municipio rural canadiense situado en la provincia de Saskatchewan.

## Superficie
Willner n.º 253 tiene una superficie de 836,21 km².

## Demografía
En 2021, tenía 293 habitantes, una densidad poblacional de 0,4 hab./km², y 108 viviendas.